# Grosse Pointe Farms (Míchigan)
Grosse Pointe Farms es una ciudad ubicada en el condado de Wayne en el estado estadounidense de Míchigan. En el Censo de 2010 tenía una población de 9479 habitantes y una densidad poblacional de 296,97 personas por km².

## Geografía
Grosse Pointe Farms se encuentra ubicada en las coordenadas 42°23′51″N 82°53′21″O / 42.39750, -82.88917. Según la Oficina del Censo de los Estados Unidos, Grosse Pointe Farms tiene una superficie total de 31.92 km², de la cual 7.12 km² corresponden a tierra firme y (77.69%) 24.8 km² es agua.

## Demografía
Según el censo de 2010, había 9479 personas residiendo en Grosse Pointe Farms. La densidad de población era de 296,97 hab./km². De los 9479 habitantes, Grosse Pointe Farms estaba compuesto por el 95.43% blancos, el 1.78% eran afroamericanos, el 0.17% eran amerindios, el 1.26% eran asiáticos, el 0.01% eran isleños del Pacífico, el 0.36% eran de otras razas y el 0.99% pertenecían a dos o más razas. Del total de la población el 1.98% eran hispanos o latinos de cualquier raza.